# Lista över fornlämningar i Gotlands kommun (Hamra)
Lista över fornlämningar i Gotlands kommun (Hamra) är en förteckning av ett urval av de fornlämningar som finns i Hamra i Gotlands kommun.
| Namn                | Lämningstyp                      | Tillkomsttid | Historisk indelning | Plats | Läge                 | ID-nr          | Bild                                      |
| ------------------- | -------------------------------- | ------------ | ------------------- | ----- | -------------------- | -------------- | ----------------------------------------- |
| Hamra 1:1           | Stensättning                     |              | Hamra, Gotland      |       | 56.941237, 18.292527 | 10093100010001 | Ladda upp en bild av detta fornminne      |
| Hamra 2:1           | Fornborg                         |              | Hamra, Gotland      |       | 56.956498, 18.276853 | 10093100020001 | Ladda upp en bild av detta fornminne      |
| Hamra 3:1           | Stensättning                     |              | Hamra, Gotland      |       | 56.941741, 18.294313 | 10093100030001 | Ladda upp en bild av detta fornminne      |
| Kungsör (Hamra 4:1) | Stensättning                     |              | Hamra, Gotland      |       | 56.942401, 18.311446 | 10093100040001 | Ladda upp en bild av detta fornminne      |
| Hamra 6:1           | Hällristning                     |              | Hamra, Gotland      |       | 56.955900, 18.314845 | 11100000000914 | Ladda upp en bild av detta fornminne      |
| Hamra 6:2           | Hällristning                     |              | Hamra, Gotland      |       | 56.955900, 18.314845 | 11100000000915 | Ladda upp en bild av detta fornminne      |
| Hamra 6:3           | Hällristning                     |              | Hamra, Gotland      |       | 56.955900, 18.314845 | 11100000000916 | Ladda upp en bild av detta fornminne      |
| Hamra 6:4           | Hällristning                     |              | Hamra, Gotland      |       | 56.956285, 18.314763 | 11100000000917 | Ladda upp en bild av detta fornminne      |
| Hamra 7:1           | Hällristning                     |              | Hamra, Gotland      |       | 56.958628, 18.317841 | 11100000000918 | Ladda upp en bild av detta fornminne      |
| Hamra 8:1           | Gravfält                         |              | Hamra, Gotland      |       | 56.956952, 18.304815 | 10093100080001 | Ladda upp en bild av detta fornminne      |
| Hamra 9:1           | Stensättning                     |              | Hamra, Gotland      |       | 56.963129, 18.306710 | 10093100090001 | Ladda upp en bild av detta fornminne      |
| Hamra 10:1          | Stensättning                     |              | Hamra, Gotland      |       | 56.951922, 18.288959 | 10093100100001 | Ladda upp en bild av detta fornminne      |
| Hamra 11:1          | Borg                             |              | Hamra, Gotland      |       | 56.975728, 18.317051 | 10093100110001 | Ladda upp en bild av detta fornminne      |
| Hamra 12:1          | Husgrund, förhistorisk/medeltida |              | Hamra, Gotland      |       | 56.973262, 18.319241 | 10093100120001 | Ladda upp en till bild av detta fornminne |
| Hamra 13:1          | Stensättning                     |              | Hamra, Gotland      |       | 56.967730, 18.290791 | 10093100130001 | Ladda upp en bild av detta fornminne      |
| Hamra 14:1          | Stensättning                     |              | Hamra, Gotland      |       | 56.962227, 18.303528 | 10093100140001 | Ladda upp en bild av detta fornminne      |
| Hamra 15:2          | Husgrund, förhistorisk/medeltida |              | Hamra, Gotland      |       | 56.978791, 18.304267 | 10093100150002 | Ladda upp en bild av detta fornminne      |
| Hamra 15:3          | Husgrund, förhistorisk/medeltida |              | Hamra, Gotland      |       | 56.978522, 18.304044 | 10093100150003 | Ladda upp en bild av detta fornminne      |
| Hamra 15:4          | Husgrund, förhistorisk/medeltida |              | Hamra, Gotland      |       | 56.978286, 18.303906 | 10093100150004 | Ladda upp en bild av detta fornminne      |
| Hamra 15:5          | Husgrund, förhistorisk/medeltida |              | Hamra, Gotland      |       | 56.978240, 18.303753 | 10093100150005 | Ladda upp en bild av detta fornminne      |
| Hamra 19:1          | Hällristning                     |              | Hamra, Gotland      |       | 56.985426, 18.349411 | 10093100190001 | Ladda upp en bild av detta fornminne      |
| Hamra 21:1          | Hällristning                     |              | Hamra, Gotland      |       | 56.986320, 18.350761 | 11100000000919 | Ladda upp en bild av detta fornminne      |
| Hamra 40:1          | Stensättning                     |              | Hamra, Gotland      |       | 56.940667, 18.291499 | 10093100400001 | Ladda upp en bild av detta fornminne      |
| Hamra 40:2          | Stensättning                     |              | Hamra, Gotland      |       | 56.940733, 18.291335 | 10093100400002 | Ladda upp en bild av detta fornminne      |
| Hamra 40:3          | Stensättning                     |              | Hamra, Gotland      |       | 56.940777, 18.291225 | 10093100400003 | Ladda upp en bild av detta fornminne      |
| Hamra 40:4          | Stensättning                     |              | Hamra, Gotland      |       | 56.940872, 18.291173 | 10093100400004 | Ladda upp en bild av detta fornminne      |
| Hamra 41:1          | Gravfält                         |              | Hamra, Gotland      |       | 56.940467, 18.292068 | 10093100410001 | Ladda upp en bild av detta fornminne      |
| Hamra 42:1          | Hällristning                     |              | Hamra, Gotland      |       | 56.958527, 18.316288 | 10093100420001 | Ladda upp en bild av detta fornminne      |
| Hamra 42:2          | Hällristning                     |              | Hamra, Gotland      |       | 56.958523, 18.316830 | 11100000000920 | Ladda upp en bild av detta fornminne      |
| Hamra 45:1          | Hällristning                     |              | Hamra, Gotland      |       | 56.957896, 18.319494 | 10093100450001 | Ladda upp en bild av detta fornminne      |
| Hamra 46:1          | Hällristning                     |              | Hamra, Gotland      |       | 56.968221, 18.316843 | 11100000000921 | Ladda upp en bild av detta fornminne      |
| Hamra 46:2          | Hällristning                     |              | Hamra, Gotland      |       | 56.967997, 18.316661 | 11100000000922 | Ladda upp en bild av detta fornminne      |
| Hamra 46:3          | Hällristning                     |              | Hamra, Gotland      |       | 56.967972, 18.316360 | 11100000000923 | Ladda upp en bild av detta fornminne      |
| Hamra 46:4          | Hällristning                     |              | Hamra, Gotland      |       | 56.968120, 18.316767 | 11100000000924 | Ladda upp en bild av detta fornminne      |
| Hamra 46:5          | Hällristning                     |              | Hamra, Gotland      |       | 56.968371, 18.317217 | 11100000000925 | Ladda upp en bild av detta fornminne      |
| Hamra 47:1          | Hällristning                     |              | Hamra, Gotland      |       | 56.980066, 18.316545 | 11100000000926 | Ladda upp en bild av detta fornminne      |
| Hamra 49:1          | Hällristning                     |              | Hamra, Gotland      |       | 56.967456, 18.318047 | 10093100490001 | Ladda upp en bild av detta fornminne      |
| Hamra 50:1          | Hällristning                     |              | Hamra, Gotland      |       | 56.976981, 18.313202 | 11100000000927 | Ladda upp en bild av detta fornminne      |
| Hamra 54:1          | Hällristning                     |              | Hamra, Gotland      |       | 56.986748, 18.351487 | 10093100540001 | Ladda upp en bild av detta fornminne      |
| Hamra 55:2          | Husgrund, förhistorisk/medeltida |              | Hamra, Gotland      |       | 56.999987, 18.276841 | 10093100550002 | Ladda upp en bild av detta fornminne      |
| Hamra 62:2          | Husgrund, förhistorisk/medeltida |              | Hamra, Gotland      |       | 56.974770, 18.305363 | 11000000001308 | Ladda upp en bild av detta fornminne      |